# Isomeras
Isomeras är en grupp av enzym som katalyserar isomeriseringsreaktioner genom att omorganisera atomer inom föreningar utan att sätta till eller ta bort något.